# Ляхов, Владимир Степанович
Владимир Степанович Ляхов (1911—2002) — советский и российский строитель, Герой Социалистического Труда (1971).

## Биография
Родился 9 октября 1911 года в Москве. Окончил семь классов школы и рабфак, после чего работал слесарем-монтёром в системе «Мосстроя». С 1932 года работал в строительном тресте «Металлостроя», прошёл путь от монтёра до мастера. Параллельно с работой учился в МВТУ имени Н. Э. Баумана. Во время Великой Отечественной войны Ляхов служил в системе Главного управления аэродромного строительства НКВД СССР, принимал участие в строительстве многих аэродромов.
С 1947 года Ляхов работал начальником участка, заместителем и начальником строительного управления Управления начальника монтажных работ № 77 (впоследствии — Трест № 7), а с 1963 года — управляющим Московского монтажного управления Треста № 7. Участвовал в строительстве крупных газопроводов, ряда предприятий, в том числе: Московского нефтеперерабатывающего завода, Саратовского химического комбината, Воскресенского комбината минеральных удобрений, Камского автомобильного завода, Мажейкяйского нефтеперерабатывающего завода, новых резервуаров для Вентспилсского порта, ряда нефтебаз. Кроме того, трест Ляхова строил жилые массивы, объекты социальной и культурной сфер. В 1958 году Ляхову была присуждена Ленинская премия.

Бюст в Железнодорожном.

Указом Президиума Верховного Совета СССР от 7 мая 1971 года за «выдающиеся производственные успехи в выполнении заданий пятилетнего плана по капитальному строительству» Владимир Степанович Ляхов был удостоен высокого звания Героя Социалистического Труда с вручением ордена Ленина и медали «Серп и Молот».
После распада СССР Ляхов продолжал возглавлять свой трест. В общей сложности за почти 40 лет руководства этим предприятием его сотрудниками было построено более чем пять тысяч объектов промышленности.
Скончался 1 января 2002 года, похоронен на Ваганьковском кладбище Москвы.
Заслуженный строитель РСФСР. Был награждён тремя орденами Ленина, орденами Октябрьской Революции, Трудового Красного Знамени и Красной Звезды, рядом медалей.
В честь Ляхова названа улица и установлен бюст в городе Железнодорожный (9 октября 2019 года в год 75-летия Московского монтажного управления специализированного (ММУС), скульптор — Чернявский К. Р.).